# Erebia tisiphone
Erebia tisiphone är en fjärilsart som beskrevs av Eugen Johann Christoph Esper 1803. Erebia tisiphone ingår i släktet Erebia och familjen praktfjärilar. Inga underarter finns listade i Catalogue of Life.